# أغنيت كارلسن
أغنيت كارلسن (بالنرويجية البوكمول: Agnete Carlsen)‏ هي لاعبة كرة قدم نرويجية، ولدت في 15 يناير 1971 في موس في النرويج. شاركت مع منتخب النرويج لكرة القدم للسيدات. أما مع النوادي، فقد لعبت مع Nikko Securities Dream Ladies ‏.

## وصلات خارجية
- أغنيت كارلسن على موقع الاتحاد الدولي (مؤرشف)  (الإنجليزية)
- أغنيت كارلسن على موقع اتحاد النرويج (النرويجية)
- أغنيت كارلسن على موقع قاعدة بيانات كرة القدم.إي يو (الإنجليزية)
- أغنيت كارلسن على موقع عالم كرة القدم.نت (الإنجليزية)
- أغنيت كارلسن على موقع أوليمبيديا (الإنجليزية)